# Navarrés
Navarrés (en valencien et en castillan) est une commune d'Espagne de la province de Valence dans la Communauté valencienne. Elle est située dans la comarque du Canal de Navarrés et dans la zone à prédominance linguistique castillane.

## Géographie

Localisation de Navarrés
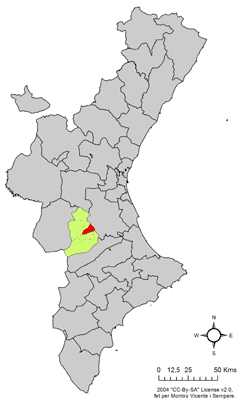
dans la Communauté valencienne.
dans la comarque du Canal de Navarrés.

### Localités limitrophes
Le territoire communal de Navarrés est voisin de celui des communes suivantes :
Bolbaite, Chella, Quesa, Sumacàrcer et Tous, toutes situées dans la province de Valence.

## Démographie
| 1990  | 1992  | 1994  | 1996  | 1998  | 2000  | 2002  | 2004  | 2005  |
| ----- | ----- | ----- | ----- | ----- | ----- | ----- | ----- | ----- |
| 2.840 | 2.827 | 2.763 | 2.772 | 2.748 | 2.744 | 2.882 | 2.929 | 2.969 |

## Administration
Liste des maires, depuis les premières élections démocratiques.
| Législature | Nom du Maire              | Parti politique |
| ----------- | ------------------------- | --------------- |
| 1979-1983   | Severino Argente Martínez | PSPV-PSOE       |
| 1983-1987   | Severino Argente Martínez | PSPV-PSOE       |
| 1987-1991   | Pablo Franco Blasco       | PSPV-PSOE       |
| 1991-1995   | Salvador Ros Lorente      | PP              |
| 1995-1999   | Salvador Ros Lorente      | PP              |
| 1999-2003   | Salvador Ros Lorente      | PP              |
| 2003-2007   | Salvador Ros Lorente      | PP              |
| 2007-2011   | Vicente Huesca Argente    | PSPV-PSOE       |

### Source
- (es) Cet article est partiellement ou en totalité issu de l’article de Wikipédia en espagnol intitulé « Navarrés » (voir la liste des auteurs).